# Francesca Pometta
Francesca Pometta, née le 24 juin 1926 à Genève et morte le 16 mars 2016 à Genthod dans le canton de Genève, est une diplomate suisse.
Elle est la première femme chef de mission étrangère pour la diplomatie suisse et la première à accéder au rang d'ambassadeur.

## Biographie

Francesca Pometta (1984)

Francesca Pometta naît le 24 juin 1926 à Genève. Elle est originaire de Broglio dans le Val Lavizzara, dans le canton du Tessin. Elle est la fille de l'avocat et juge au Tribunal fédéral Carlo Pometta et de Monique Pfäffli-Pometta.
Après ses études à la Faculté des Lettres de l'Université de Lausanne, elle continue sa formation à l'étranger. En 1956, elle est la première femme à entrer au Département politique fédéral en tant que attachée d'ambassade (1958-1960) ainsi qu'au service des finances et de l'économie du département (1960-1963). Elle travaille à l'Ambassade de Suisse à Washington. Elle devient ensuite observatrice aux Nations Unies à New York  (1964-66). De retour à Berne en 1966 comme chef suppléante de la section des organisations internationales, elle est nommée chef des secteurs concernant les questions sociales et les droits de l'homme au Conseil de l'Europe à Berne. De 1971 à 1975, elle est collaboratrice de l'ambassade de Suisse à Rome. Elle accède au titre d'ambassadeur en 1977.
De 1982 à 1987, elle dirige la mission permanente de la Suisse auprès de l'ONU à New York. De 1987 à 1991, elle est ambassadrice de Suisse en Italie, à Malte et à Saint-Marin et auprès de la FAO, à Rome.
Membre du Comité international de la Croix-Rouge (1991-96), elle est ensuite membre de la Commission consultative du Fonds spécial pour les victimes de l'Holocauste ayant besoin d'aide (1997-2000).

## Hommage
Une salle de l'aile ouest du Palais fédéral est nommée en son honneur en 2023,.